# Notre-Dame-de-Valvert (Allos)

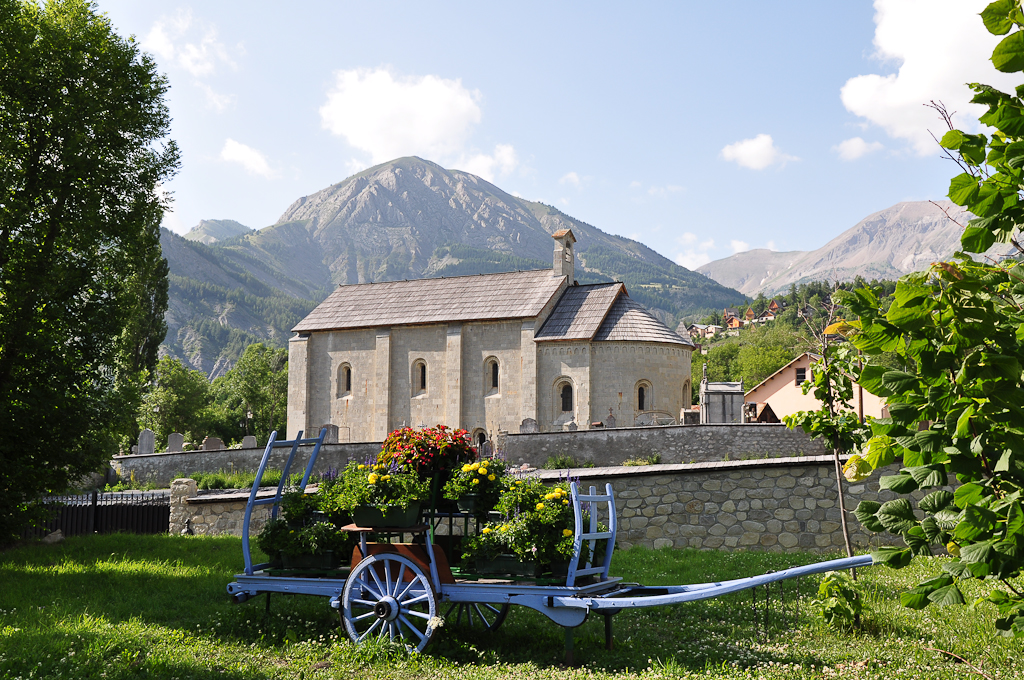
Kirche Notre-Dame-de-Valvert in Allos

Notre-Dame-de-Valvert ist eine römisch-katholische Kirche in der provenzalischen Gemeinde Allos. Sie ist seit 1846 als Monument historique eingestuft. Sie ist nicht zu verwechseln mit der Kapelle Notre-Dame de Valvert in Vergons.

## Lage und Funktion
Die Kirche gehört zur Pfarrei Haut Verdon im Bistum Digne (Pfarrer seit 2024: Marcellin Tchalla). Sie liegt außerhalb des inneren Ortsbereichs von Allos am südlichen Ortsrand und grenzt an den Ortsfriedhof. Sie wird (im Unterschied zur Kapelle St-Sébastien) nur selten für Gottesdienste genutzt und ist meist verschlossen.

## Patrozinium
Die Kirche ist dem Patrozinium „Unserer Lieben Frau im grünen Tal“ (Notre-Dame-de-Valvert) geweiht.

## Geschichte und Architektur
Die geostete Kirche wurde vermutlich um 900 ein erstes Mal errichtet. Der heutige Bau in provenzalischer Romanik stammt aus dem 13. Jahrhundert. Er wird allgemein wegen seiner Proportionen und der eleganten Apsis mit lombardischer Blendarkade gewürdigt. Der zugehörige Kirchturm wurde bereits 1696 abgetragen. An seine Stelle trat ein Dachreiter. Die Westseite schmückt ein Oculus.

## Ausstattung
Im Inneren der Kirche befinden sich Kanzel und Empore, die Statue der sitzenden Gottesmutter, die den Jesusknaben auf dem Schoß hält, sowie mehrere große Gemälde. Beeindruckend ist ein armloser Kruzifix-Jesus in Holz aus dem 16. Jahrhundert. Eine Tafel erinnert an die 1862 von den Oblaten der Unbefleckten Jungfrau Maria Joseph Bonnard (1822–1891) und Louis Bessac (1830–1900) gepredigte Mission.